# Auguste Allmer
Louis Christophe Auguste Allmer, né le 8 juillet 1815 à Paris et mort le 27 novembre 1899 à Lyon, est un historien épigraphiste français.

## Biographie
Son père Jacques-François Allmer qui occupe successivement les fonctions de trésorier de la colonie d'Afrique à Saint-Louis, payeur principal de la trésorerie de l'armée et sous-chef au contrôle central du ministère des finances, épouse en 1812 Adélaïde-Augustine Cretolle, sa mère, avec qui il a son fils Auguste. 
Sous les ordres de son père, Auguste devient en 1836 surnuméraire dans la division du contrôle. En 1839, il est nommé à la perception de Redon puis à Estrablin jusqu'en 1855 et enfin à Saint-Priest jusqu'à sa retraite en 1868. 
De ses amitiés qu'il noue, quand il était à Estrablin, avec un libraire et collectionneur M. Girard, un homme politique Alfred de Terrebasse, et le bibliothécaire de la ville de Vienne qui projetait de créer un musée archéologique avec les découvertes faites à l'occasion des travaux de la ligne de chemin de fer PLM, Auguste Allmer découvre l'épigraphie et l'archéologie avec son don inné pour le dessin et ses lectures pour se documenter.
Il devient spécialiste de l'épigraphie latine, dans la lignée d'un Léon Renier.
Le 2 avril 1875, il est fait chevalier de la Légion d'honneur comme auteur d'importants travaux en archéologie.
À partir de 1876, il devient membre correspondant de l'Académie des inscriptions et belles-lettres. Deux ans plus tard, la ville de Lyon le nomme conservateur de ses musées d’épigraphie, de numismatique et de sigillographie au Palais Saint-Pierre.

## Écrits principaux

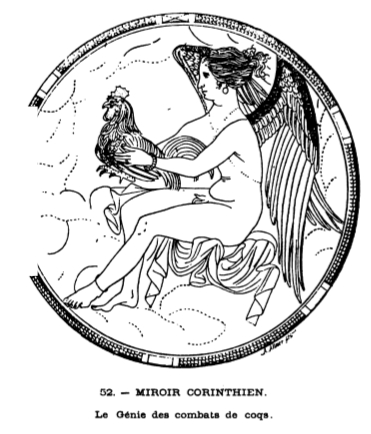
Extrait du Catalogue sommaire des musées de la ville de Lyon (1887), dessin d'Adrien Allmer.

- Sur quelques inscriptions antiques, 1858
- (s/dir.) Atlas des inscriptions antiques et du Moyen Age de Vienne en Dauphiné, dessins d'Adrien Allmer, 1875
- Catalogue Sommaire des Musées de la Ville de Lyon, 1887  (Wikisource)
- [1887-1893] Trion. Antiquités découvertes en 1885, 1886 et antérieurement au quartier de Lyon dit de Trion, tomes 1 à 5
  - [Allmer & Dissard 1887] Auguste Allmer et Paul Dissard, « Trion. Antiquités découvertes en 1885, 1886 et antérieurement au quartier de Lyon dit de Trion » (259 p.), Mémoires de l'Académie des sciences, belles-lettres et arts de Lyon. Classe des lettres. XXV, t. 1,‎ 1887 (lire en ligne [sur numelyo.bm-lyon.fr]).
  - [Allmer & Dissard 1888] Auguste Allmer et Paul Dissard, « Trion. Antiquités découvertes en 1885, 1886 et antérieurement au quartier de Lyon dit de Trion » (641 p.), Mémoires de l'Académie des sciences, belles-lettres et arts de Lyon. Classe des lettres. XXV, 2e partie, t. 2,‎ 1888 (lire en ligne [sur numelyo.bm-lyon.fr]).
- [1888-1893] Inscriptions antiques du musée de la ville de Lyon, tome I à V
  - [Allmer & Dissard 1888] Auguste Allmer et Paul Dissard, Inscriptions antiques du musée de la ville de Lyon, t. 1, Lyon, impr. Léon Delaroche et Cie, 1888, 462 p., sur gallica (lire en ligne).
  - [Allmer & Dissard 1889] Auguste Allmer et Paul Dissard, Inscriptions antiques du musée de la ville de Lyon, t. 2, Lyon, impr. Léon Delaroche et Cie, 1889, 523 p., sur gallica (lire en ligne).
  - [Allmer & Dissard 1890] Auguste Allmer et Paul Dissard, Inscriptions antiques du musée de la ville de Lyon, t. 3, Lyon, impr. Léon Delaroche et Cie, 1890, 495 p., sur gallica (lire en ligne).
  - [Allmer & Dissard 1892] Auguste Allmer et Paul Dissard, Inscriptions antiques du musée de la ville de Lyon, t. 4, Lyon, impr. Léon Delaroche et Cie, 1892, 516 p., sur gallica (lire en ligne).
  - [Allmer & Dissard 1893] Auguste Allmer et Paul Dissard, Inscriptions antiques du musée de la ville de Lyon, t. 5, Lyon, impr. Léon Delaroche et Cie, 1893, 235 p., sur gallica (lire en ligne).

- (s/dir.) Les gestes du Dieu Auguste, 1889
- (s/dir.)  Inscriptions Bantiques de Nîmes, 1893